# Bartomeu Planells Planells
Bartomeu Planells Planells   (Sant Rafel de sa Creu, 1949 - Eivissa, 26 de març de 2021) fou un empresari i polític balear, diputat al Parlament de les Illes Balears en la II Legislatura.
Fill d'un empresari hoteler, es dedicà també als negocis dels mobles i la fusta. Fou un dels fundadors de PIME de Balears, de la que fou vicepresident fins al 1987.
Políticament el 1976 es va unir al Partit Liberal, que es va unir primer a la UCD i després va aliar-se amb Alianza Popular en la Coalición Popular. Fou elegit diputat a les eleccions al Parlament de les Illes Balears de 1987. De 1987 a 1991 va ser vicepresident del Consell Insular d'Eivissa i Formentera, i dins del Consell va ser conseller de Comerç i Indústria, president de la Comissió del Patrimoni Historicoartístic d'Eivissa i Formentera i vicepresident de la Comissió de Transferències de Competències als Consells Insulars, que va negociar la transferència del govern de les Balears als consells insulars les competències d'urbanisme, cultura i esports. També va presidir la comissió d'Economia i Hisenda del Parlament de les Illes Balears.
Durant aquests temps va ser, en representació del Parlament de les Illes Balears, membre del consell assessor de RTVE a les Illes i, en representació del consell insular, membre del patronat de la UNED.